# Pleuridium venezuelanum
Pleuridium venezuelanum är en bladmossart som beskrevs av O. Griffin 1987. Pleuridium venezuelanum ingår i släktet sylmossor, och familjen Ditrichaceae. Inga underarter finns listade i Catalogue of Life.